# Коаста Гриндулуј (Муреш)
Коаста Гриндулуј (рум. Coasta Grindului) насеље је у Румунији у округу Муреш у општини Кецани. Oпштина се налази на надморској висини од 328 m.

## Становништво
Према подацима из 2002. године у насељу је живело 15 становника.

### Попис2002.
| Расподела становништва по националности 2002.‍ | Расподела становништва по националности 2002.‍ | Расподела становништва по националности 2002.‍ | Расподела становништва по националности 2002.‍ | Расподела становништва по националности 2002.‍ |
| --------------------------------------------- | --------------------------------------------- | --------------------------------------------- | --------------------------------------------- | --------------------------------------------- |
|                                               |                                               |                                               |                                               |                                               |
| Румуни                                        | Румуни                                        |                                               | 10                                            | 66,7%                                         |
| Мађари                                        | Мађари                                        |                                               | 5                                             | 33,3%                                         |